# چارلی فلود
چارلی فلود (انگلیسی: Charlie Flood; ۱۸ ژوئیهٔ ۱۸۹۶ – ۱۴ نوامبر ۱۹۷۸) بازیکن فوتبال اهل بریتانیا بود.
از باشگاه‌هایی که در آن بازی کرده‌است می‌توان به باشگاه فوتبال ناتینگهام فارست، باشگاه فوتبال یورک سیتی، باشگاه فوتبال سوئیندون تاون، باشگاه فوتبال هال سیتی، باشگاه فوتبال بولتون واندررز، و باشگاه فوتبال پلیموث آرگیل اشاره کرد.